# Villers-Vaudey
Villers-Vaudey ist eine Gemeinde im französischen Département Haute-Saône in der Region Bourgogne-Franche-Comté.

## Geographie
Villers-Vaudey liegt auf einer Höhe von 267 m über dem Meeresspiegel, etwa 30 Kilometer westlich der Stadt Vesoul (Luftlinie). Das Dorf erstreckt sich im Westen des Départements, in der leicht gewellten Landschaft nordwestlich des Saônetals, zwischen den Tälern von Bonde und Gourgeonne.
Die Fläche des 5,55 km² großen Gemeindegebiets umfasst einen Abschnitt im Bereich des Plateaus nördlich des Saônetals. Der zentrale Teil des Gebietes wird von einem Plateau eingenommen, das eine durchschnittliche Höhe von 260 m erreicht. Diese Hochfläche besteht aus einer Wechsellagerung von kalkigen und sandig-mergeligen Sedimenten der oberen Jurazeit. Untergliedert wird das Plateau durch verschiedene Mulden, die topographisch zum Einzugsgebiet des Ruisseau de Fleurey (Zufluss der Gourgeonne) gehören. Allerdings gibt es hier keine oberirdischen Fließgewässer, weil das Niederschlagswasser im verkarsteten Untergrund versickert. Auf dem Plateau herrscht landwirtschaftliche Nutzung vor, doch gibt es auch größere Waldflächen, insbesondere im Bereich der Gemeindegrenzen. Die westliche und nördliche Grenze verläuft auf den Anhöhen, welche Villers-Vaudey vom Talbecken der Bonde trennen: Bois Sauvageot (303 m) und Grand Bois, in dem mit 306 m die höchste Erhebung von Villers-Vaudey erreicht wird.
Nachbargemeinden von Villers-Vaudey sind La Roche-Morey im Westen und Norden, Fleurey-lès-Lavoncourt im Osten sowie Francourt im Süden.

## Geschichte
Der Ortsname setzt sich aus dem spätlateinischen Wort villaris (Weiler) und dem Personennamen Waltharius (Vaudey) zusammen. Im Mittelalter gehörte Villers-Vaudey zur Freigrafschaft Burgund und darin zum Gebiet des Bailliage d’Amont. Die lokale Herrschaft hatten seit 1239 die Herren von Ray inne. Zusammen mit der Franche-Comté gelangte das Dorf mit dem Frieden von Nimwegen 1678 definitiv an Frankreich. Villers-Vaudey bildete ein Lehen, das 1750 zum Marquisat erhoben wurde. Heute ist Villers-Vaudey Mitglied des 42 Ortschaften umfassenden Gemeindeverbandes Communauté de communes des Quatre Rivières.

## Sehenswürdigkeiten
Die Kirche Saint-Valvère wurde im 17. und 18. Jahrhundert neu errichtet, während das Querschiff und der Altarraum in gotischen Stilformen des Vorgängerbaus aus dem 16. Jahrhundert erhalten blieben. Von 1843 stammt die Mairie (Gemeindehaus). Davor steht ein Brunnenhaus (1833), dessen Überdeckung von vier Säulen getragen wird.

## Bevölkerung
| Jahr                       | 1962 | 1968 | 1975 | 1982 | 1990 | 1999 | 2010 |
| Einwohner                  | 103  | 90   | 78   | 74   | 66   | 64   | 61   |
| Quellen: Cassini und INSEE |      |      |      |      |      |      |      |

Mit 57 Einwohnern (1. Januar 2022) gehört Villers-Vaudey zu den kleinsten Gemeinden des Département Haute-Saône. Während des gesamten 20. Jahrhunderts nahm die Einwohnerzahl deutlich ab (1896 wurden noch 213 Personen gezählt).

## Wirtschaft und Infrastruktur
Villers-Vaudey ist noch heute ein vorwiegend durch die Landwirtschaft (Ackerbau, Weinbau, Obstbau und Viehzucht) geprägtes Dorf. Außerhalb des primären Sektors gibt es nur wenige Arbeitsplätze im Ort. Einige Erwerbstätige sind auch Wegpendler, die in den größeren Ortschaften der Umgebung ihrer Arbeit nachgehen.
Die Ortschaft liegt abseits der größeren Durchgangsachsen an einer Departementsstraße, die von Lavoncourt nach La Roche-Morey führt. Weitere Straßenverbindungen bestehen mit Francourt, Pisseloup, Betoncourt-les-Ménétriers und Fleurey-lès-Lavoncourt.